# Philippe Grand'Henry
Philippe Grand'Henry est un acteur belge né le 18 janvier 1966.

## Biographie
Formé au Conservatoire royal de Liège, il a travaillé avec de nombreux metteurs en scène, dont Philippe Sireuil, Lorent Wanson, Isabelle Pousseur, Jean-Marie Piemme, etc.

## Théâtre
- 1999 : La Nuit des rois de William Shakespeare, Théâtre de Liège
- 2007 : Le Président de Thomas Bernhard, Comédie de Béthune
- 2009 : Un fils de notre temps d'Ödön von Horváth, Théâtre Océan Nord
- 2013 : Richard III de William Shakespeare, Théâtre royal du Parc
- 2014 : Petites Histoires de la folie ordinaire (en) de Petr Zelenka, Les Tanneurs
- 2016 : Homme sans but d'Arne Lygre, Théâtre Océan Nord

## Filmographie partielle
- 1999 : Les convoyeurs attendent de Benoît Mariage : Felix
- 2001 : Muno de Bouli Lanners : Pierre-Michel Grosjean
- 2004 : Calvaire de Fabrice Du Welz : Tomas Orton
- 2004 : Folle Embellie de Dominique Cabrera : Florent
- 2005 : Vendredi ou un autre jour d'Yvan Le Moine : Joseph
- 2006 : Le Lièvre de Vatanen de Marc Rivière : Karsten
- 2007 : Pom le Poulain d'Olivier Ringer : le patron
- 2011 : Bullhead de Michaël R. Roskam : David Filippini
- 2014 : Post partum de Delphine Noels : Jean
- 2016 : Un petit boulot de Pascal Chaumeil : Carl
- 2016 : La Trêve, série télévisée : Jeff Lequais